# Roman Sexl
Roman Ulrich Sexl (* 19. Oktober 1939 in Wien; † 10. Juli 1986 ebenda) war ein österreichischer theoretischer Physiker und Physikdidaktiker.

## Leben
Sein Onkel väterlicherseits war der Physiker Theodor Sexl. Roman Sexl war mit der promovierten Physikerin Hannelore Egstain (* 1939) verheiratet. Sie promovierte bei Walter Thirring in theoretischer Physik und war Gymnasiallehrerin in Wien.
Sexl studierte ab 1957 Physik und Mathematik an der Universität Wien, an der er 1961 bei Walter Thirring promoviert wurde. Als Post-Doktorand war er in Princeton am Institute for Advanced Study (1962/63). 1963 wurde er Assistant Professor an der University of Washington, 1964 an der University of Maryland und 1966 Associate Professor an der University of Georgia. 1967 habilitierte er sich in Wien und wurde dort 1969 außerordentlicher Professor für theoretische Physik und 1971 ordentlicher Professor für Allgemeine Relativitätstheorie und Kosmologie. Außerdem leitete er 1971 bis 1975 das Institut für Weltraumforschung der Österreichischen Akademie der Wissenschaften.
Er befasste sich seit den 1960er Jahren mit Feldtheorien der Gravitation und war ein Pionier der Quantenfeldtheorie in gekrümmten Räumen mit einer Arbeit mit Helmuth Urbantke (* 1940) 1967 über Teilchenerzeugung aus dem Vakuum in Gravitationsfeldern. Bekannt wurde er durch seine Lehrbücher und populärwissenschaftlichen Bücher über Gravitation und Relativitätstheorie.
1970 veröffentlichte er mit Peter Aichelburg seinen meistzitierten Artikel „On the gravitational field of a massless particle“ mit mehr als 400 Zitaten.
1977 entwickelte er gemeinsam mit Reza Mansouri (seinem Doktoranden) eine Testtheorie der speziellen Relativitätstheorie. Die drei Publikationen dazu wurden mehr als 200 Mal zitiert.
1981 war er Präsident des Internationalen Komitees für Physikunterricht der IUPAP, der er seit 1978 angehörte. 1980 erhielt er den ersten Robert-Wichard-Pohl-Preis und 1971 den Felix Kuschenitz-Preis der Österreichischen Akademie der Wissenschaften. Ab 1974 war er Mitglied des Internationalen Komitees für Allgemeine Relativitätstheorie und Gravitation.
Seit 1990 wird von der Österreichischen Physikalischen Gesellschaft für besondere Leistungen in Unterricht und Lehre jährlich der Roman Ulrich Sexl-Preis verliehen, der mit 1.500 Euro dotiert ist (Stand: 2006).

## Werke
- Relativitätstheorie. Überreuter, Wien 1972.
- Relativitätstheorie in der Kollegstufe. Vieweg, 1973.
- Mit I. Raab, E. Streeruwitz: Physik. Band 1 bis 6, Überreuter, 1976 bis 1978.
- Mit H. K. Schmidt: Relativitätstheorie. Schulverlag Vieweg, Düsseldorf 1978.
- Was die Welt zusammenhält. Physik auf der Suche nach dem Bauplan der Natur. Ullstein, Frankfurt/Main und Berlin 1989, ISBN 3-548-34230-2.
- Roman und Hannelore Sexl: Weiße Zwerge – Schwarze Löcher. Einführung in die relativistische Astrophysik. 3., erw. Auflage, Vieweg, Braunschweig/Wiesbaden 1999 (vormals Vieweg Studium; 14, Ed. 2. Grundkurs Physik, bereits fürs Gymnasium geeignet); ISBN 3-528-17214-2 (3-540-415343). Online (PDF).
- Roman Sexl, Helmuth K. Urbantke: Relativität, Gruppen, Teilchen. Spezielle Relativitätstheorie als Grundlage der Feld- und Teilchenphysik. Springer, Wien und New York 1992, ISBN 3-211-82355-7.
- Roman Sexl, Herbert Kurt Schmidt: Raum – Zeit – Relativität. Relativistische Phänomene in Theorie und Beispiel. Vieweg, Braunschweig und Wiesbaden 2001, ISBN 3-528-37236-2.
- Roman Sexl, Helmuth K. Urbantke: Gravitation und Kosmologie. Eine Einführung in die allgemeine Relativitätstheorie. Spektrum Akademischer Verlag, Heidelberg und Berlin 2002, ISBN 3-8274-1342-7.
- Kurt Baumann, Roman U. Sexl: Die Deutungen der Quantentheorie. 3., überarbeitete Aufl., Vieweg, Braunschweig 1987. (Facetten der Physik; Band 11). Kritische Überlegungen ergänzt mit berühmten Originalabhandlungen von Max Born, Werner Heisenberg, Albert Einstein, Niels Bohr, Erwin Schrödinger, Wladimir Fock, David Bohm, John Stewart Bell, Bryce DeWitt, ISBN 3-528-28540-0.
- Theories of Gravitation. Fortschritte der Physik, Band 15, 1967, S. 269–307.
- Mit Helmuth Urbantke: Cosmic particle creation processes. Acta Physica Austriaca, Band 23, 1967, S. 339–355.
- Herausgeber mit P. Aichelburg: Albert Einstein. Sein Einfluß auf Physik, Philosophie und Politik. Vieweg, 1979.

Ab 1979 war er Herausgeber der Reihe Facetten der Physik bei Vieweg.